# ふらの農業協同組合
ふらの農業協同組合（ふらののうぎょうきょうどうくみあい、英称：JA Furano ）は北海道富良野市に本所を置く農業協同組合である。略称はJAふらの。当農協の営業地域は 富良野市・中富良野町・上富良野町・南富良野町・占冠村の上川総合振興局管内南部の一円である。

## 概要
1999年（平成11年）に南富良野町農協、占冠村農協が合併し、新・南富良野町農協が設立される。
2001年（平成13年）に富良野農協、東山地区農協、山部町農協(以上富良野市)、上富良野町農協、中富良野農協、南富良野町農協の6つの農協の合併によって設立。
上川地方の最南端部を営業区域としている。
観光地としても有名な富良野盆地が広がる地域であり、玉ねぎを中心とした根菜類が盛んである。
- 正組合員数　2,279名
- 准組合員数　10,119名
- 職員数　431名

## 事務所の一覧
カッコ内は所在地
- 本所　（富良野市朝日町3-1）
- 東部出張所現在は廃止　（富良野市麓郷市街地2）
- 山部支所　（富良野市山部東町8-3）
- 東山支所　（富良野市字東山第8号地）
- 上富良野支所　（上富良野町栄町2丁目2-45）
- 中富良野支所　（空知郡中富良野町南町4-31）
- 南富良野支所　（空知郡南富良野町字幾寅979）
- 占冠出張所　（勇払郡占冠村字中央無番地）

## 子会社
- 株式会社アグリプラン
- 株式会社富良野紫雲社